# Solbad Wittekind

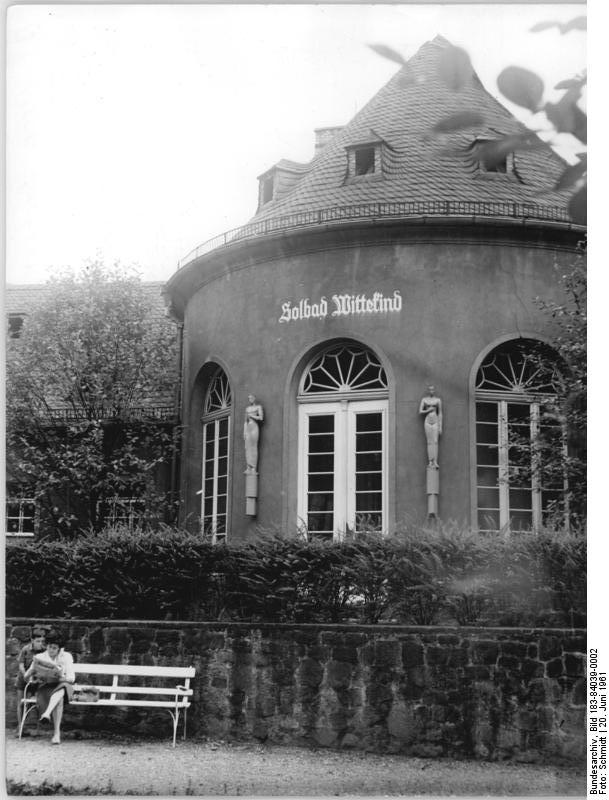
Eingangspavillon des Solbades Wittekind 1961 mit Skulpturen von Gustav Weidanz

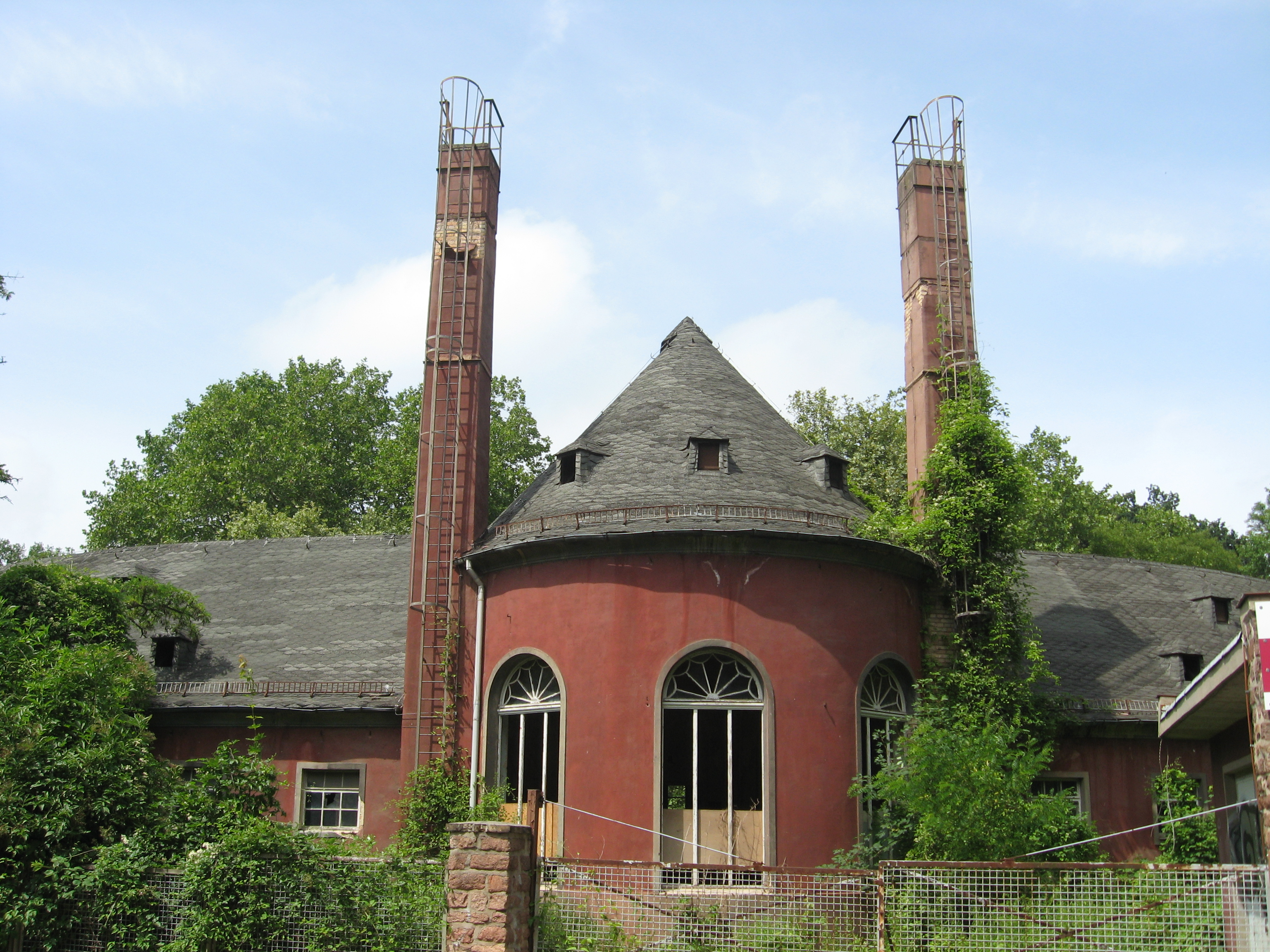
Das Badehaus im Juli 2013

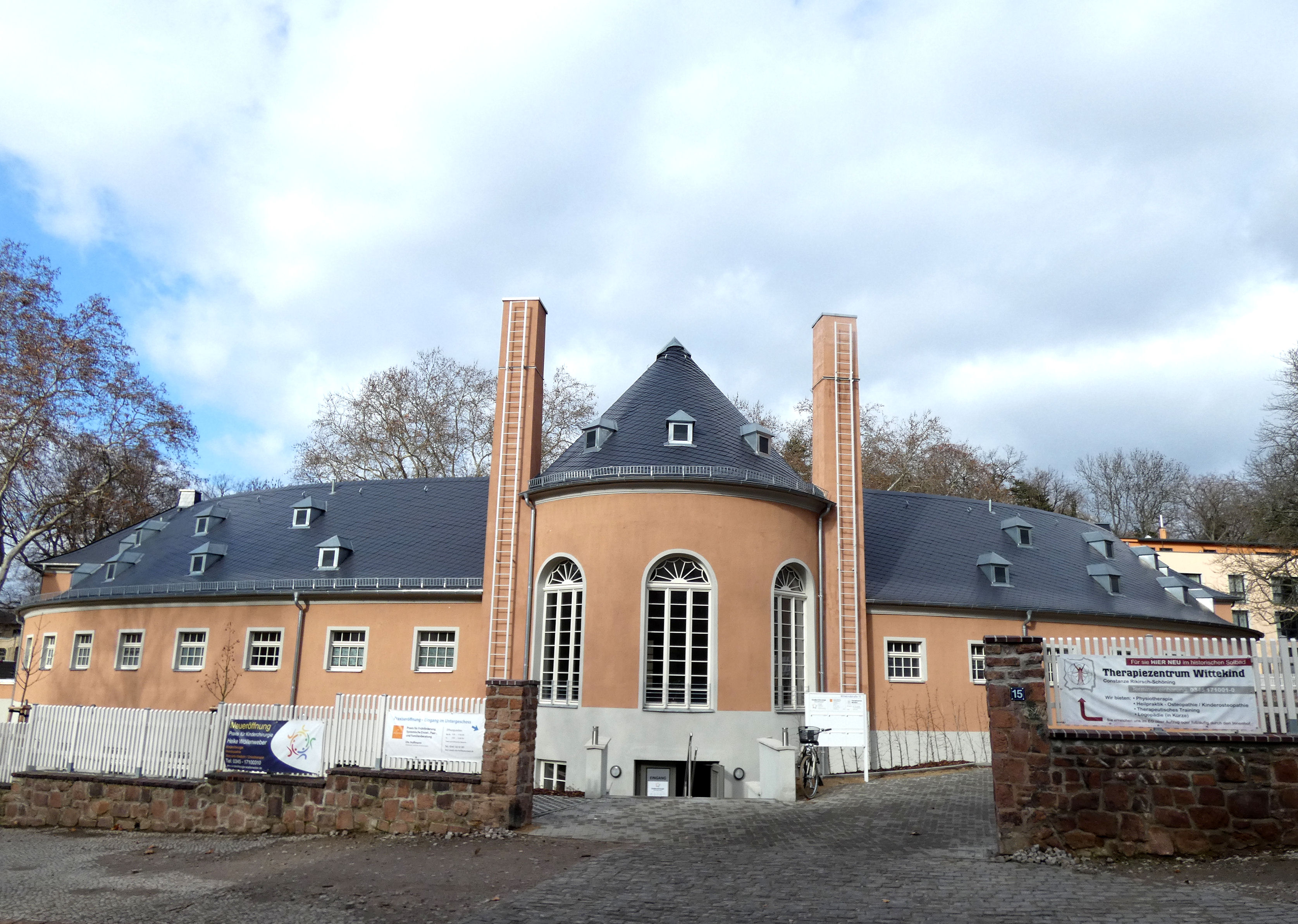
Das Badehaus nach Beendigung der Sanierung, Februar 2019

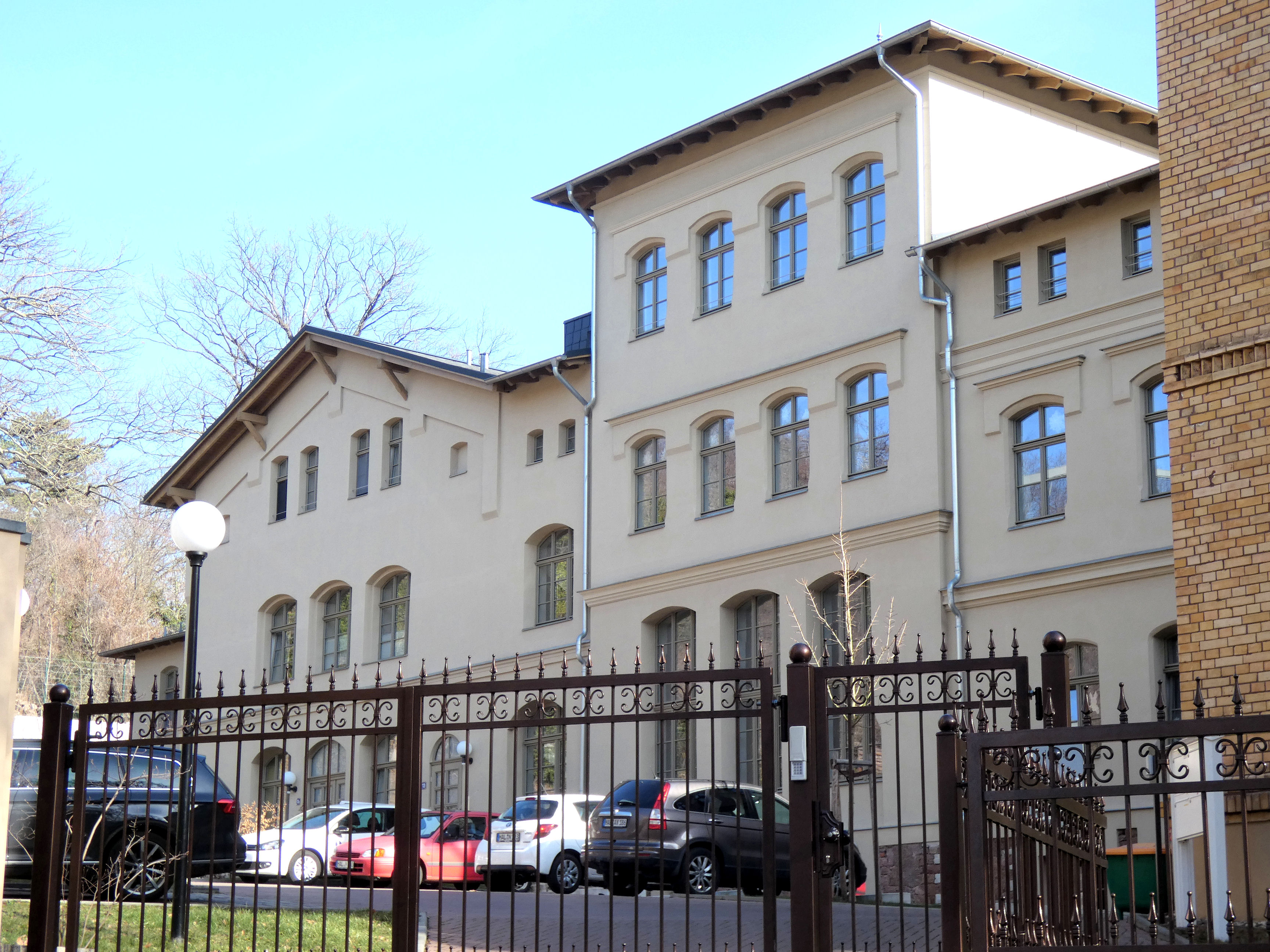
Gesellschaftshaus von 1855, Februar 2019

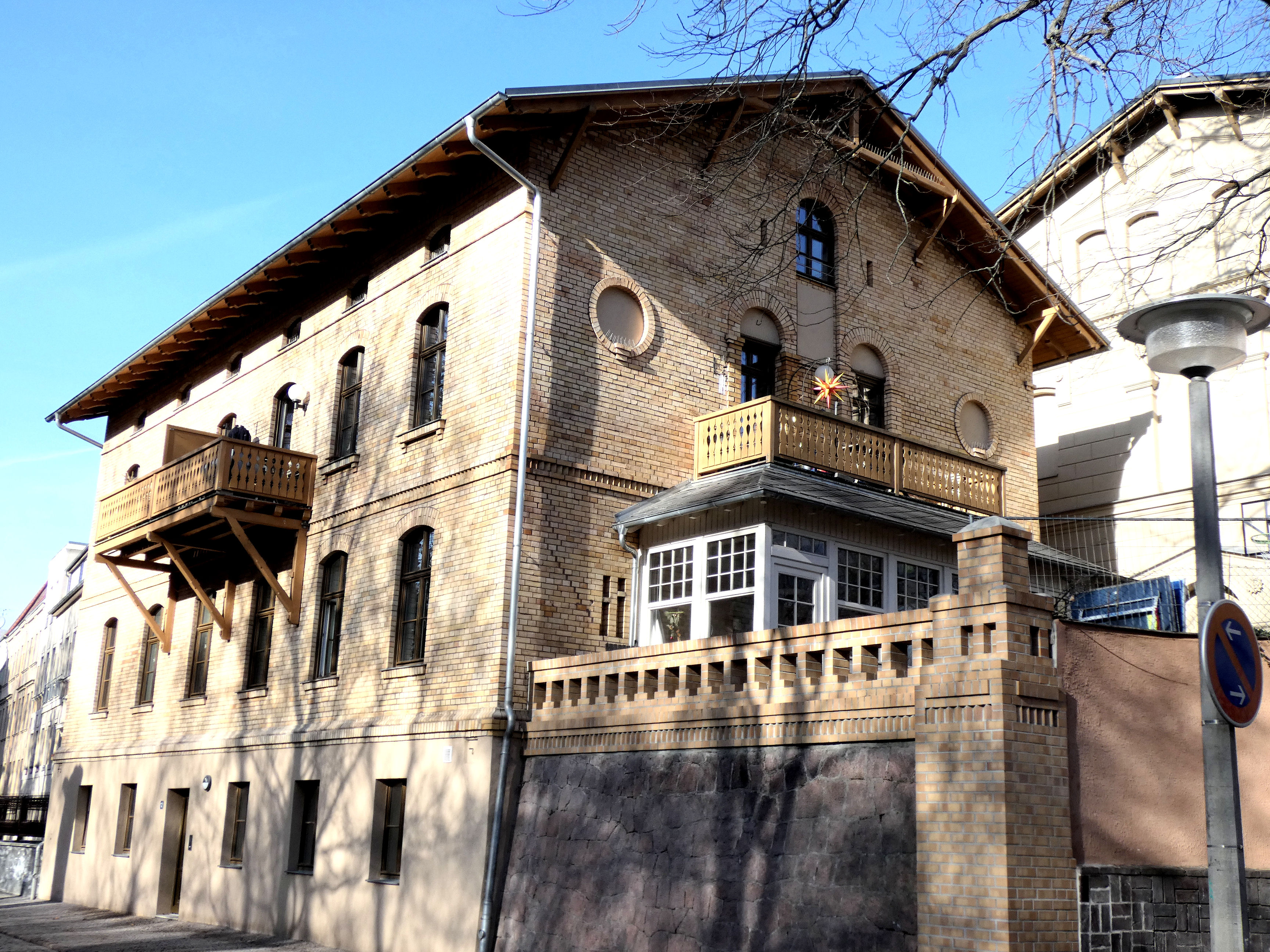
Logierhaus Villa Margarete, Februar 2019

Das Solbad Wittekind ist eine im ehemals selbständigen Ort Giebichenstein im Norden von Halle (Saale) im Jahre 1846 errichtete Kuranlage, die in den Jahren 1923 bis 1925 in großen Teilen neu erbaut wurde. Im Denkmalverzeichnis der Stadt Halle ist sie unter der Erfassungsnummer 094 05130 verzeichnet.

## Lage
Die Anlage befindet sich im heutigen Stadtteil Giebichenstein in der Wittekindstraße am Fuße des Reilsberges. Nördlich grenzt sie unmittelbar an das Areal des Bergzoos. Südlich des Solbades auf der gegenüberliegenden Straßenseite ist die öffentliche Parkanlage Reichardts Garten gelegen.

## Geschichte
Die Solegewinnung wurde in der Gegend um Giebichenstein schon in prähistorischer und mittelalterlicher Zeit betrieben. Giebichenstein mit der Salzquelle (Givicansten cum salsugine ejus) kam ab 961 in den Besitz des Moritzklosters Magdeburg, dem späteren Erzstift; danach zum 1116 gegründeten Kloster Neuwerk, das jedoch im 13. Jahrhundert das Salzsieden aufgab; die Quelle wurde zugeschüttet.
Im Jahre 1705 wurde in Giebichenstein kurzfristig durch die Neuerschließung einer Quelle mit der Salzgewinnung und Gradierung wieder begonnen, die jedoch bereits 1711 wieder aufgegeben wurde, da die Salzförderung in der Saline wirtschaftlicher war.
Mehr als 100 Jahre später, im Jahre 1846, erwarb der Kaufmann Heinrich Thiele das Gelände, auf dem seit ca. 1820 der sogenannte Schmohlsche Garten, eine Gastwirtschaft, betrieben wurde. Er ließ den alten Brunnen wieder ausgraben und errichtete auf Anraten von Peter Krukenberg und Richard von Volkmann ein Solebad, das weit über seine Grenzen bekannt wurde und insbesondere zur Heilbehandlung von Haut- und Lungenkrankheiten diente.
Für das Kurbad wurden weitläufige Fachwerkbauten im sogenannten Schweizerstil nach Entwurf des Architekten und preußischen Baubeamten Friedrich August Stüler errichtet. 1855 folgte ein heute noch vorhandenes mondänes Gesellschaftshaus, das den westlichen Abschuss des Ensembles bildet. 1876 wurde das ebenfalls noch existierende Logierhaus Villa Margarete westlich der Kolonnaden an der Wittekindstraße erbaut.
Seine Blütezeit erlebte das Bad in den Jahren von 1850 bis 1880. Zu den Gästen gehörte 1868 auch Friedrich Nietzsche. Der preußische König Friedrich Wilhelm IV. hielt sich während seines Aufenthalts in der Unterburg Giebichenstein im September 1857 zu einem Festessen im Gesellschaftshaus auf.
Bis zum Jahr 1891 verblieb das Bad im Familienbesitz der Familie Thiele. Nach der 1900 erfolgten Eingemeindung Giebichensteins ging das Bad zunächst an die 1901 gegründete AG Zoologischer Garten; der Kurpark wurde zugunsten des Zoos weiter verkleinert. 1909 erwarb die Stadt von der Aktiengesellschaft die Grundstücke des Zoos wie auch des Solbads für insgesamt 1.200.000 Mark. Zum 30. Dezember 1913 übernahm die Stadt schließlich den gesamten Zoo- und Solbadbetrieb; die Aktiengesellschaft wurde aufgelöst.
Da jahrzehntelang keine grundlegenden Instandsetzungsarbeiten durchgeführt wurden und ein großer Teil der Gebäude baufällig war, erwog die Stadt im Jahr 1922 die Schließung und den Abriss, wogegen sich jedoch viele Stimmen erhoben. Denn das Solbad diente nicht nur als Heil- und Kurbad, sondern auch den Bewohnern des nördlichen Stadtteils zur normalen Körperpflege. Nicht unwesentlich trug es zur Entlastung des stark frequentierten Stadtbads bei. Da sich auch die Qualität der Sole verschlechtert hatte, vertiefte man nach etlichen Untersuchungen das bisherige Bohrloch und stieß auf eine Sole, die mit 3 % Salzgehalt gute Voraussetzungen für eine Neubelebung des Solbads schuf.
Nach Entwürfen von Stadtbaurat Wilhelm Jost, der 1914 bereits das Stadtbad erbaut hatte, wurden in den Jahren von 1923 bis 1925 ein neues Badehaus, ein Verwaltungsbau, sowie Kolonnaden mit einem integrierten Musikpavillon neu errichtet.
1977 wurde das Bad geschlossen, wobei Teile noch bis 1992 genutzt wurden. Nach längerem Leerstand wurden die Gebäude von 2012 bis Oktober 2017 saniert. Neben einem Neubau, der Villa Kurallee, entstanden Wohnungen im ehemaligen Gesellschaftshaus, im Logierhaus sowie im Verwalterhaus. Das Badehaus dient mit verschiedenen Therapieeinrichtungen als Gesundheitszentrum. In den Kolonnaden, die aus statischen Gründen abgetragen und neu aufgebaut werden mussten, fand die Kita der Evangelischen Bartholomäusgemeinde ihr neues Domizil.

## Baubeschreibung
Das von Stüler 1855 errichtete Gesellschaftshaus wurde als repräsentativer zwei- bis dreigeschossiger Putzbau im Stil der Neorenaissance (nach Vorbildern aus der italienischen Renaissance) errichtet.
Das Badehaus von 1925 ist das zentrale Gebäude der von Wilhelm Jost geschaffenen Anlage. Es wurde in der Art barocker Lustschlösser auf U-förmigem Grundriss mit hohen Walmdächern als eingeschossiges Gebäude errichtet, an dessen Enden zwei zweigeschossige Kopfbauten den Abschluss bilden. Das Halboval öffnet sich zu einer Parkanlage. Ein ovaler Mittelpavillon mit großen Rundbogen-Fenstern bildet im Scheitel des U-förmigen Badehauses den Hauptzugang.
Im Zentrum des Badehauses befindet sich die Brunneneinfassung, in der ein heute verschollener Solebrunnen stand. Den Solebrunnen und zwei Portalfiguren in grüner Keramik am Eingang zum Badehaus, die heute ebenfalls nicht mehr vorhanden sind, schuf der Bildhauer Gustav Weidanz, der zu dieser Zeit an der Kunstgewerbeschule Burg Giebichenstein lehrte.

## Sonstiges
In einem noch nicht sanierten Teil wurde 2015 die Episode „Zorn – Wo kein Licht“ aus der Fernsehserie Zorn gedreht.